# 羅根 (電影角色)
詹姆斯·「羅根」·豪利特（英語：James "Logan" Howlett），或稱金剛狼（英語：Wolverine），是《X戰警電影系列》中的虛構角色，改編自羅伊·托馬斯、蘭·偉恩和老约翰·罗米塔共同創作的漫威漫畫旗下角色金鋼狼，由休·傑克曼飾演。
羅根首次於2000年電影《X戰警》登場，此後成為了《變種特攻電影系列》的重要角色。截至2024年，羅根一角已於11部電影中出現，傑克曼也一度憑著羅根獲頒金氏世界紀錄「影史上演出最久的真人漫威超級英雄」（與派崔克·史都華共同獲獎），但此記錄先於2021年12月被陶比·麥奎爾和威廉·達佛共同打破，他們於2021年電影《蜘蛛人：無家日》中回歸飾演「蜘蛛人」彼得·帕克以及「綠惡魔」諾曼·奧斯朋；儘管傑克曼於2024年電影《死侍與金鋼狼》回歸飾演「金鋼狼」羅根，但衛斯里·史奈普和史都華分別於2024年及2026年共同打破此記錄，他們分別於2024年電影《死侍與金鋼狼》及2026年電影《復仇者聯盟：末日之戰》中回歸飾演「幽靈刺客」艾力·布魯克和「X教授」查爾斯·賽維爾。

## 早期發展
1984年，漫威漫畫作家兼主編葛瑞·康維和羅伊·托馬斯編寫了一部《X戰警》劇本，當時獵戶座影業擁有電影版權的選擇權，但其後該公司面臨財務困境，使《X戰警》的開發停滯不前。1989年至1990年期間，史丹·李和克里斯·克萊蒙特一直與卡洛可影業討論有關《X戰警》電影的事宜。該片由詹姆斯·卡麥隆製片，凱薩琳·畢格羅編導，並考慮由鮑勃·霍斯金斯飾演金鋼狼、安琪拉·貝瑟飾演暴風女。該電影企劃最終因為史丹·李的蜘蛛人系列電影激起卡麥隆的興趣而取消。卡洛可影業破產後，X戰警的電影版權回歸漫威娛樂。1992年12月，漫威曾討論將版權賣給哥倫比亞影業。阿維·阿拉德為Fox Kids製作的動畫影集《X戰警》的成功讓二十世紀福斯印象深刻。1994年，製片人勞倫·舒勒·唐納買下版權，由安德魯·沃克撰寫劇本，但該劇本最終被退回。

### 選角
數名演員都曾考慮出演金鋼狼。維果·莫天森獲邀，但由於與他預定出演的另一個角色衝突而拒絕了。布萊恩·辛格就該角色與羅素·克洛、基努·李維和艾德華·諾頓等多位演員進行了談判，而梅爾·吉勃遜因為薪酬太貴被福斯排除了。隨後辛格找上了道格瑞·史考特，但後者因《不可能的任務2》的拍攝日程衝突，加上摩托車事故中受傷無法參演。該角色最終讓給了休·傑克曼。儘管傑克曼並不符合原著金鋼狼的矮小身材，但傑克曼的表現受到好評。傑克曼在接受《哈芬登郵報》採訪時透露，他的角色原本打算在《蜘蛛人》（2002年）中客串。

## 獎項
| 年份 | 電影                 | 獎項        | 類別                                                                                   | 結果   | 來源   |
| ---- | -------------------- | ----------- | -------------------------------------------------------------------------------------- | ------ | ------ |
| 2001 | 《X戰警》            | 土星獎      | 最佳電影男主角                                                                         | 獲獎   | [ 13 ] |
| 2001 | 《X戰警》            | MTV電影大獎 | 最佳搭檔 （與荷莉·貝瑞、詹姆斯·馬斯登和安娜·派昆）                                     | 提名   | [ 14 ] |
| 2001 | 《X戰警》            | MTV電影大獎 | 最佳突破演出                                                                           | 提名   | [ 14 ] |
| 2004 | 《X戰警2》           | 帝國獎      | 最佳男主角                                                                             | 提名   | [ 15 ] |
| 2004 | 《X戰警2》           | MTV電影大獎 | 最佳打鬥（與胡凱莉）                                                                   | 提名   | [ 16 ] |
| 2010 | 《X戰警：金鋼狼》    | MTV電影大獎 | 最佳打鬥（與李佛·薛伯和萊恩·雷諾斯）                                                   | 提名   | [ 17 ] |
| 2010 | 《X戰警：金鋼狼》    | 全美民選獎  | 最受歡迎動作電影明星                                                                   | 獲獎   | [ 18 ] |
| 2010 | 《X戰警：金鋼狼》    | 全美民選獎  | 最受歡迎銀幕團隊 （與丹尼爾·海尼、多米尼克·莫納漢、李佛·薛伯、萊恩·雷諾斯和will.i.am） | 提名   | [ 18 ] |
| 2013 | 《金鋼狼：武士之戰》 | 全美民選獎  | 最受歡迎動作電影明星                                                                   | 提名   | [ 19 ] |
| 2014 | 《金鋼狼：武士之戰》 | 兒童票選獎  | 最受歡迎動作男明星                                                                     | 提名   | [ 20 ] |
| 2014 | 《金鋼狼：武士之戰》 | 帝國獎      | 帝國偶像獎                                                                             | 獲獎   | [ 21 ] |
| 2014 | 《X戰警：未來昔日》  | 全美民選獎  | 最受歡迎男演員                                                                         | 提名   | [ 19 ] |
| 2015 | 《X戰警：未來昔日》  | 兒童票選獎  | 最受歡迎電影演員                                                                       | 提名   | [ 22 ] |
| 2015 | 《X戰警：未來昔日》  | 兒童票選獎  | 最受歡迎動作男明星                                                                     | 提名   | [ 23 ] |
| 2017 | 《羅根》             | MTV電影大獎 | 最佳電影演員                                                                           | 提名   | [ 24 ] |
| 2017 | 《羅根》             | MTV電影大獎 | 最佳搭檔（與達芙妮·金）                                                                | 獲獎   | [ 24 ] |
| 2018 | 《羅根》             | 帝國獎      | 最佳男主角                                                                             | 獲獎   | [ 25 ] |
| 2018 | 《羅根》             | 土星獎      | 最佳電影男主角                                                                         | 提名   | [ 26 ] |
| 2025 | 最佳電影男配角       | 土星獎      | 獲獎                                                                                   | [ 27 ] |        |

## 外部連結
- 羅根 漫威漫畫維基百科